# 簡文
簡文（1907年—1981年2月16日）是一名香港商紳，於香港教育界、商界、建築界各有發展。香港重光後，曾參與軍事法庭頂證在港日軍戰爭罪行。

## 生平
簡文於香港長大，早年獲文學法學士學位，在1924年至1933年間創立大中學校、四育書院和聖安德烈女書院。及後曾任利安洋行（Benjamin & Potts Co.）、友邦人壽司理。1939年，簡文當選保良局總理，次年當選東華三院庚辰年總理，在兩個機構均主理教育部職務。香港日治時期，在區政聯絡所所長冼秉熹律師引薦下，於1942年被日本軍政府委任為山王區（堅尼地城）區長，負責管理公共衛生、配給糧食和調查人口等工作，亦會參與香港華民各界協議會會議。
戰後，簡文於1947年出席香港軍事法庭，在第七庭指證日本香港憲兵隊隊長金澤朝雄大佐犯下的罪爭戰行，強迫疏散香港居民歸鄉。他作供指日軍在街上任意拘捕港人，再將被捕人送到荒島自生自滅餓死，在1945年6月的華民代表會會議上，眾代表曾阻止日方實行強迫疏散政策但無果。
他戰後在建築業發展，1947年創辦永利營造公司。1954年，簡文創立簡氏宗親會，並擔任首屆會長。1960年與其他商人合伙創辦生利置地有限公司，曾發展多幢物業。1964年創辦大眾國貨有限公司，門市位於九龍仔大坑西街。1981年，簡文逝世。簡文一生歷任華商總會理事、中華慈善會會長、商業通濟公會會長、簡氏宗親會永遠榮譽會長、大埔孤兒院董事等。

## 家庭
簡文父親名簡昌傑，祖籍廣東新會水南。兄長簡朗如，任友邦人壽高級職員多年。簡文與妻子溫佩瑛育有五名子女，長子簡鎮東、次子簡鎮西、三子簡鎮中、長女簡煥珍、次女簡煥珠。溫佩瑛是廣九鐵路第一總辦溫德章之女，曾擔任四育書院、聖安德烈女書院校校長。